# Olympische Sommerspiele 1956/Teilnehmer (Fidschi)
| Gelbes Symbol für Goldmedaillen mit stilisierten Olympischen Ringen | Graues Symbol für Silbermedaillen mit stilisierten Olympischen Ringen | Braundes Symbol für Bronzemedaillen mit stilisierten Olympischen Ringen |
| ------------------------------------------------------------------- | --------------------------------------------------------------------- | ----------------------------------------------------------------------- |
| —                                                                   | —                                                                     | —                                                                       |

Fidschi nahm an den Olympischen Sommerspielen 1956 im australischen Melbourne mit einer fünfköpfigen Delegation teil.
Es war die erste Teilnahme Fidschis bei Olympischen Sommerspielen.

## Teilnehmer nach Sportarten

### Boxen
- Thomas Schuster
Halbweltergewicht: 17. Platz

- Hector Hatch
Weltergewicht: 9. Platz

### Leichtathletik
- Mesulame Rakuro
Diskuswerfen: 15. Platz

### Segeln
- Nesbit Bentley
Finn-Dinghi: 20. Platz

- John Gilmore
Finn-Dinghi: 20. Platz